# White Pony
White Pony – album muzyczny grupy Deftones, wydany w 2000 roku. Na specjalnej edycji płyty zamieszczony został także kawałek „Back To School (Mini Maggit)” (4:15). Utwór „Elite” z tej płyty został w 2001 roku uhonorowany nagrodą Grammy. Amerykański magazyn Metal Edge w 2008 roku nadał White Pony pierwsze miejsce na liście najlepszych nu metalowych albumów.

## Lista utworów
1. „Feiticeira” - 3:09
2. „Digital Bath” - 4:15
3. „Elite” - 4:01
4. „RX Queen” - 4:27
5. „Street Carp” - 2:43
6. „Teenager” - 3:20
7. „Knife Party” - 4:49
8. „Korea” - 3:25
9. „Passenger” - 6:10
10. „Change (In the House of Flies)” - 4:59
11. „Pink Maggit” - 7:38
12. „The Boys Republic” - 4:38

## Twórcy
- Stephen Carpenter – gitara
- Chi Cheng – gitara basowa
- Abe Cunningham – perkusja
- Frank Delgado – sample
- Chino Moreno – śpiew, gitara
- Kim Biggs – dyrektor artystyczny
- Robert Daniels – asystent inżyniera dźwięku
- Terry Date – produkcja, miksowanie
- DJ Crook – programowanie
- Michelle Forbes – asystent inżyniera dźwięku
- Scott Weiland - gitara (utwór „RX Queen”)
- Rodleen Getsic – śpiew (utwór „Knife Party”)
- Maynard James Keenan – śpiew (utwór „Passenger”)
- Frank Maddocks – oprawa graficzna
- James Minchin III – zdjęcia
- Scott Olsen – Pro Tools, inżynieria dźwięku
- Ted Regier – asystent inżyniera dźwięku
- Jason Schweitzer – asystent inżyniera dźwięku
- Howie Weinberg – mastering
- Ulrich Wild – inżynieria dźwięku